# Elephantomyia tetracantha
Elephantomyia tetracantha là một loài ruồi trong họ Limoniidae. Chúng phân bố ở miền Cổ bắc.